# دومينغو كروز
دومينغو كروز (بالإنجليزية: Domingo Cruz "Cocolia")‏ هو مدير موسيقي وموسيقي أمريكي، ولد في 3 يوليو 1864 في بونس، بورتوريكو في الولايات المتحدة، وتوفي في 20 أكتوبر 1934 في أليكانتي في إسبانيا.